# Anapji
Anapji (Estanque Anapji / Estanque real de Anapji) es un estanque artificial en el Parque nacional Gyeongju, Corea del Sur. Fue construido por orden del rey Munmu (Rey 30.º de Silla Unificada) en el 674 d. C. El estanque está situado en el borde noreste del sitio palacio Banwolseong. Está descrito en el Samguk Sagi: "Durante la época del rey Munmu, un nuevo estanque se hizo en el palacio y las flores y los pájaros floreció en este estanque". También se menciona una recepción real celebrada por el rey Gyeonsung en 931, cuando Silla se estaba desmoronando.
Anapji sirvió a menudo como centro de la diplomacia de Silla. El "pabellón de Imhaejeon" era capaz para un millar de personas. Para impresionar a enviados chinos durante la Dinastía Tang, se construyeron miniaturizaciones de los doce picos famosos de China "Wu-shan" (montañas, en chino) que eran terrazas alrededor del estanque.
Después de la caída de Silla, Anapji se deterioró, permaneciendo en mal estado durante muchos siglos. 
Como parte del proyecto de renovación de sitios históricos en Gyeongju, Anapji fue dragado y reconstruido en 1974. El proyecto de excavación a largo plazo a partir de marzo de 1975 hasta diciembre de 1986 dio a conocer un gran número de reliquias de la laguna.
Casi 33.000 piezas de reliquias históricas fueron excavados en el sitio. Una abundancia de tejas únicas y extraordinariamente diseñados, materiales arquitectónicos, cerámica, figuras de bronce dorado de Buda, joyas, accesorios y otros artículos de uso diario fueron descubiertos, que ofrece una visión de arte budista y la vida cotidiana en Silla. Aproximadamente 730 reliquias están en exhibición en la "Sala de Exposiciones Anapji", la galería especial de la Museo Nacional de Gyeongju.
Anapji fue declarado Patrimonio de la Humanidad por la Unesco en el año 2000 como parte del conjunto patrimonial "Zonas históricas de Gyeongiu".

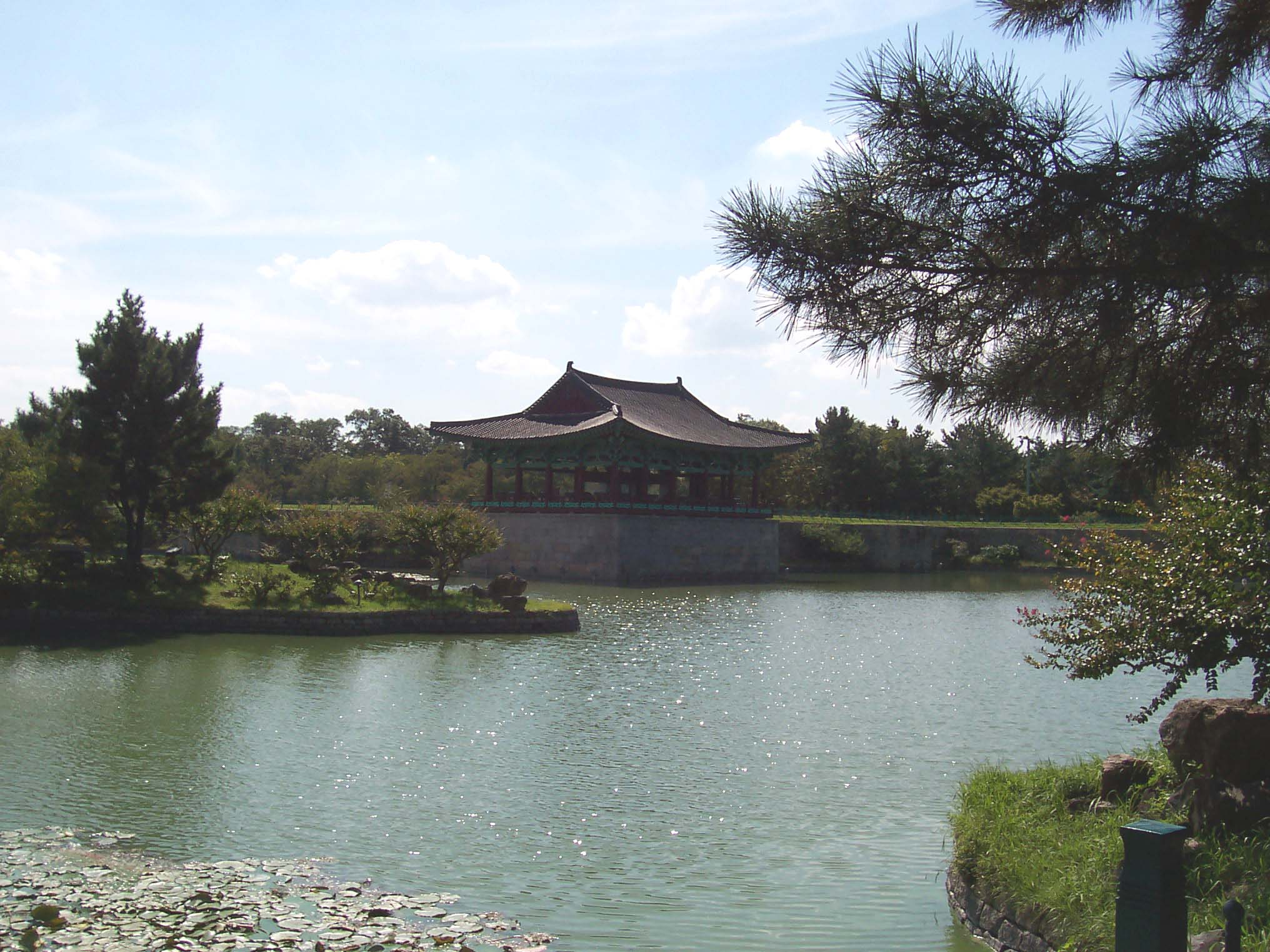
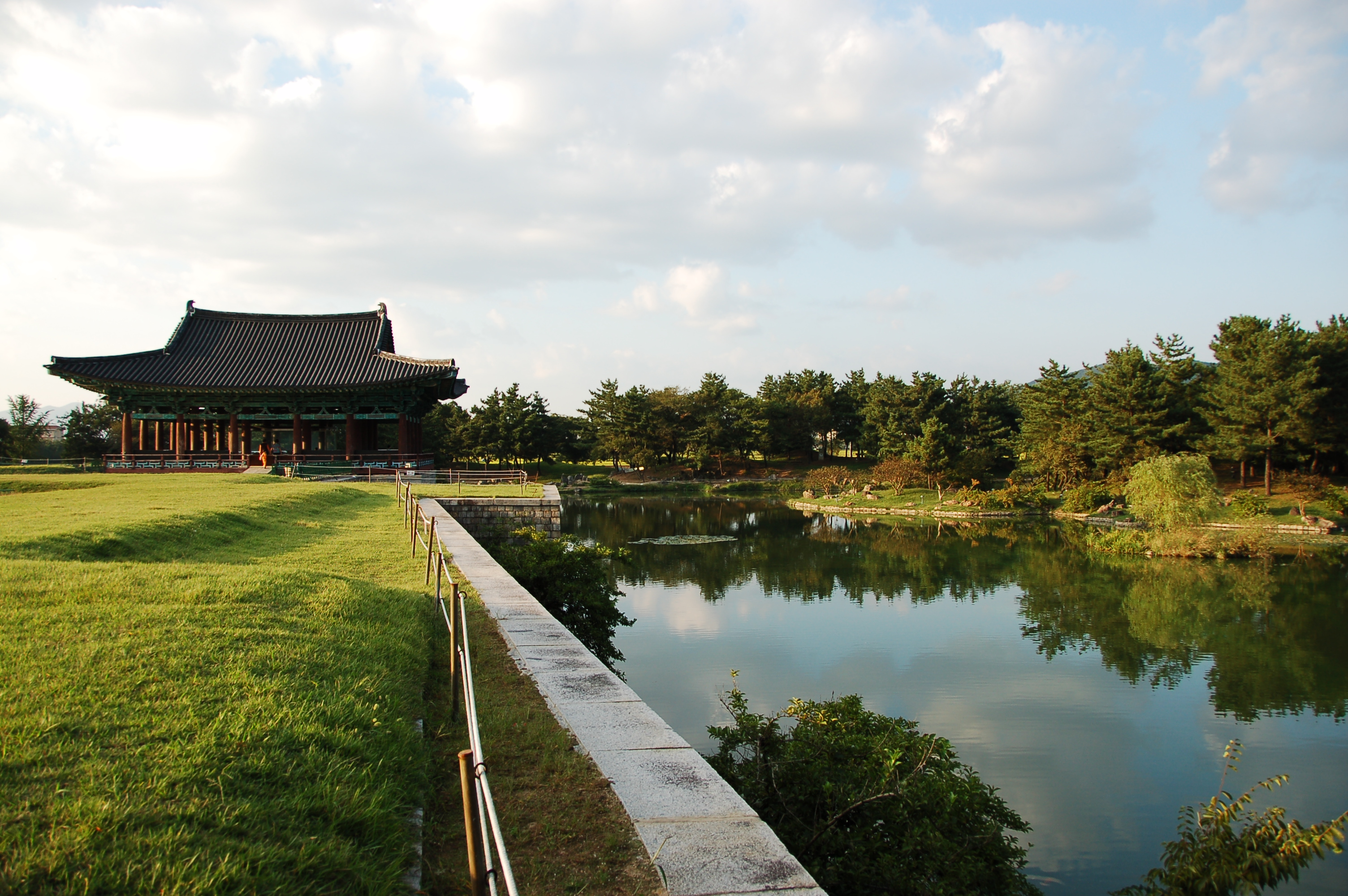
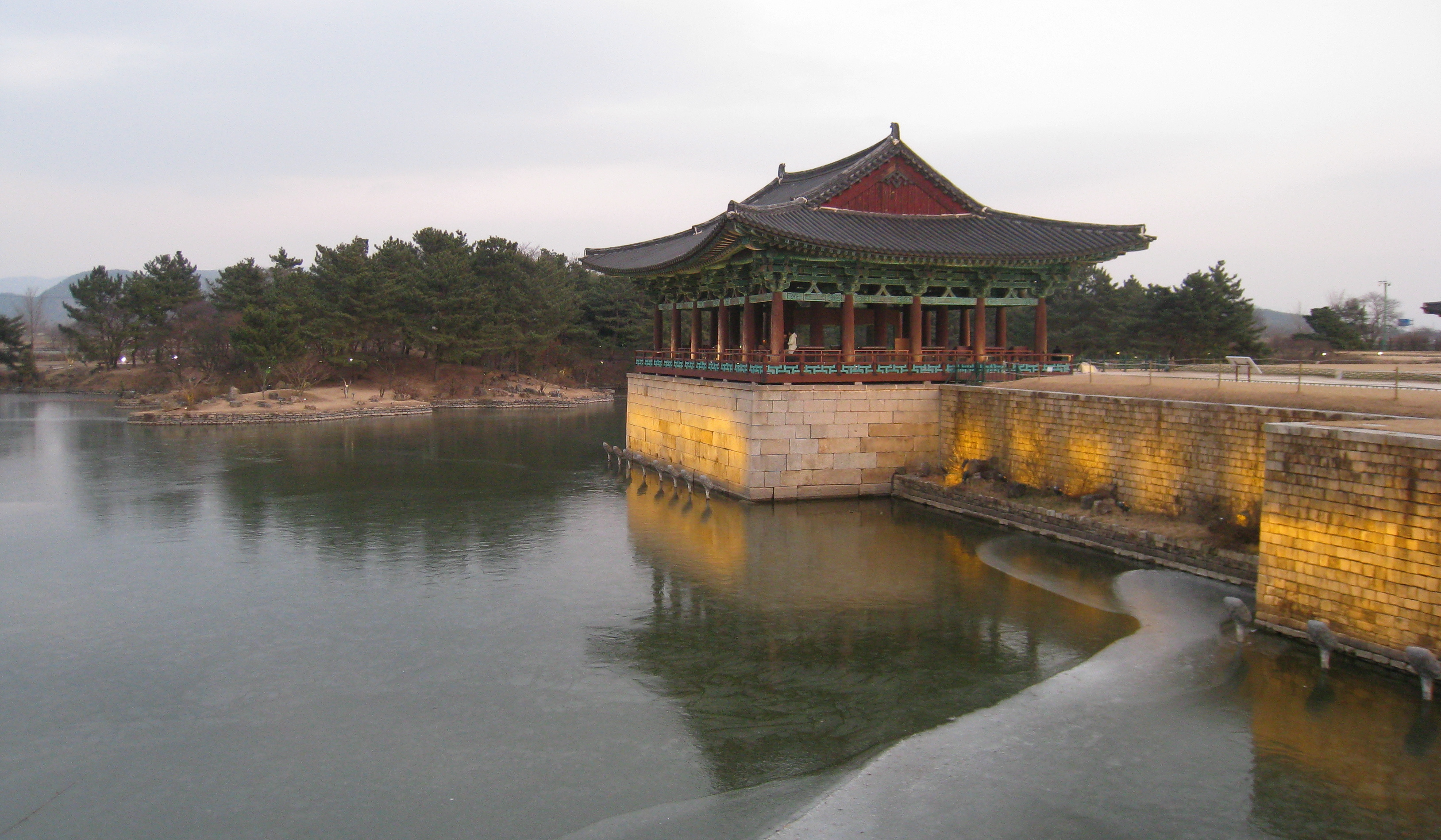